# Упалі ангели

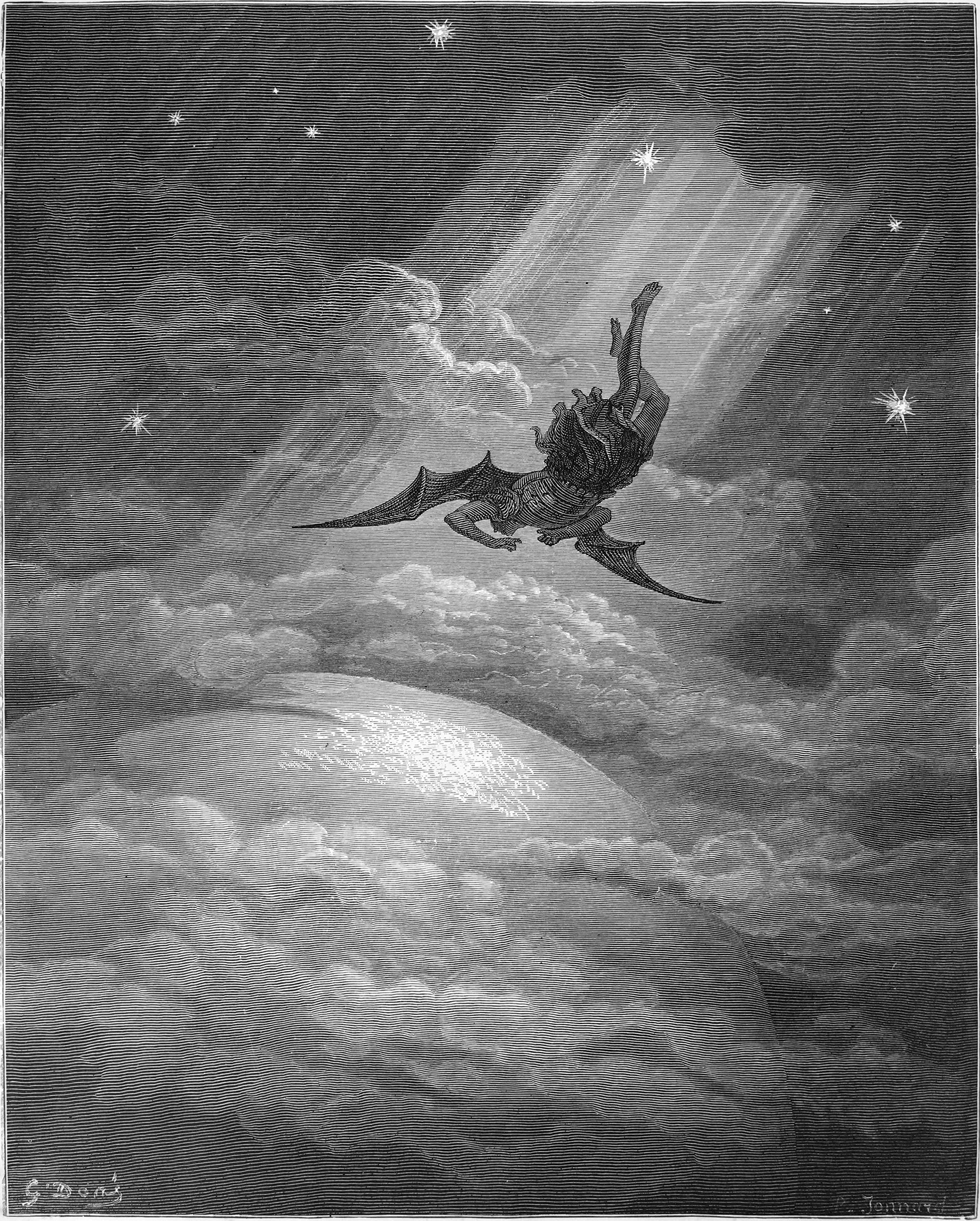
Ілюстрація Гюстава Доре до поеми Дж. Мільтона «Втрачений рай», 1866

Упалі ангели — згідно християнським вченням, це створені з вільною волею спочатку безгрішні ангели, які, будучи захоплені Сатаною і збунтувавшись, перестали служити Богу і стали служителями Сатани. Упалі ангели борються з церквою, роблять зло, спокушають людей і штовхають їх до гріха. В майбутньому занепалих ангелів чекає доля, уготована Сатані — вогонь вічний.

## Упалі ангели в Біблії
Про це йдеться в Біблії:
| " | І сталася на небі війна: Михаїл та його Анголи вчинили зо змієм війну, і змій і ангели його воювали проти них, але не встояли, і не знайшлося вже для них місця на небі. І скинений був змій великий, древній змій, званий дияволом і сатаною, що зводить усесвіт, скинутий на землю, і ангели його скинуті з ним. (Об 12:7) | " |

Спаситель називає диявола «людиновбивцею від початку», маючи на увазі той момент, коли він, прийнявши вигляд змія, спокусив Адама і Єву порушити заповідь Бога, через що вони і їхні нащадки були позбавлені безсмертя (Бут 3:1 — 3:6).
З тих пір, маючи можливість впливати на думки, почуття і діяння людей, диявол і його ангели (демон) прагнуть увергнути людей все глибше і глибше в безодню гріха і пороку, в якій самі загрузли: «Хто робить гріх, той від диявола, тому що спочатку диявол згрішив» (1Ів. 3:8), «кожен, хто робить гріх, є раб гріха» (Ів. 8:34). Для цього вони нерідко приймають різний оманливий вигляд, в тому числі вид ангелів світла (2Кор 11:14).
Талмудичний юдаїзм відкидає віру в бунтівних або занепалих ангелів. Хоча в тексті «Пірке де раббі Еліезер» IX століття описані сюжети про занепалого ангела в двох оповіданнях, один з яких стосується ангела в Едемському саду, що спокушає Єву, а інший — до ангелів Бенеї Елохім, які співмешкають з дочками людськими (Бут 6:1—4).

## Упалі ангели в літературі
Ще під час романтизму з'явилися в літературі. У романі Ніла Геймана «Небудь-де» житель Лондона потрапив в паралельний Лондон, де йому довелося битися з занепалим ангелом. Сюжет про падіння ангелів ліг в основу багатьох творів, наприклад, «Загублений Рай» Джона Мільтона.

## Термін «аггели»
Для позначення злих ангелів в церковнослов'янській мові був введений граматично штучний термін «аггели». При запозиченні слова «ангел» з грецької мови був збережений диграф γγ (гамма-гамма), що читається як «нг», слово поміщалося під хвилясту лінію (~) — «титло» у скороченому варіанті «агглъ». Знак титло надавав особливу повагу до поняття, що стоїть під ним. Однак коли в тексті йшлося про занепалих ангелів, це слово писалося без титлу повністю «аггелъ» і, відповідно, читалося як «аггел» замість «ангел».